# 拉姆施泰特 (石勒苏益格-荷尔斯泰因州)
拉姆施泰特（發音：[ˈʁamʃtɛt]）是德国石勒苏益格-荷尔斯泰因州北弗里斯兰县的市镇，面积5.42平方千米，2023年12月31日人口为432人。